# Lophosceles
Lophosceles is een geslacht van insecten uit de familie van de echte vliegen (Muscidae), die tot de orde tweevleugeligen (Diptera) behoort.

## Soorten
- L. alaskensis (Malloch, 1923)
- L. cinereiventris (Zetterstedt, 1845)
- L. frenata (Holmgren, 1872)
- L. frenatus (Holmgren, 1872)
- L. hians (Zetterstedt, 1838)
- L. minima (Malloch, 1919)
- L. minimus (Malloch, 1919)
- L. mutatus (Fallen, 1825)